# Język chantyjski
Język chantyjski (dawniej: język ostiacki, nazwa własna: ханты ясаң) – język zaliczany do grupy ugryjskiej języków ugrofińskich.

## Lokalizacja
Język chantyjski używany jest przez naród Chantów, żyjących w zachodniej Syberii (Rosja), w dorzeczu rzek Ob i Irtysz.

## Liczba mówiących
Spośród ok. 28,7 tys. Chantów zamieszkujących w 2002 r. Federację Rosyjską język chantyjski jest językiem ojczystym dla ok. 15 tys. osób. Jest jednym z wielu języków używanych przez rdzenne ludy Syberii, którego znajomość wśród narodu, od którego wziął swą nazwę, zmniejsza się – od II wojny światowej rośnie procentowy udział Chantów, dla których językiem ojczystym jest język rosyjski.
W 1959 r. 77% spośród 19 410 Chantów uważało język chantyjski za ojczysty, w 1970 już tylko 68,9% (spośród 21 138 osób), zaś w roku 1989 – zaledwie 60,5% (spośród ok. 23 tys.).
Zmniejszenie procentowego udziału „chantojęzycznych” Chantów w ogólnej liczbie osób deklarujących tę narodowość nie idzie jednak w parze ze zmniejszeniem się ogólnej liczby użytkowników języka: od lat 50. utrzymuje się ona na poziomie ok. 15 tys. osób.
W dużych ośrodkach osadniczych, zwłaszcza w tych, w których liczebnie dominują Rosjanie, język chantyjski jest językiem używanym jedynie w domu przez część Chantów, na forum publicznym i w domach większości narodu dominuje język rosyjski. Język chantyjski jest natomiast jedynym używanym (a często, zwłaszcza wśród starszego pokolenia Chantów – jedynym znanym) w mniejszych osadach i w obozach koczowników.

## Dialekty
Chantyjski jest silnie zróżnicowany dialektalnie. Klasyfikacja jego odmian nie została dobrze ustalona. Bezsporne wydaje się wydzielenie dwóch grup dialektów: zachodnich (tzw. chantyjskie) i wschodnich (tzw. kantyjskie – od nazwy własnej narodu w tej grupie gwar). Terytorialne oddzielenie poszczególnych gwar jest trudne: niewielkie różnice występujące w sąsiadujących ze sobą dialektach stopniowo nasilają się w miarę oddalania się od siebie; osoby zamieszkujące skrajne punkty w chantyjskim obszarze językowym mogą mieć trudności we wzajemnym zrozumieniu. Wschodnie dialekty są bliskie wymarcia.

## Piśmiennictwo
Pierwsza publikacją w języku chantyjskim był przekład Ewangelii Mateusza, opublikowany w 1868 r. w jednym z dialektów. Pierwsze bardziej konsekwentne i metodyczne próby stworzenia chantyjskiego języka literackiego pojawiły się dopiero w XX w. Do roku 1937 przy zapisie języka chantyjskiego posługiwano się alfabetem łacińskim, zaś po tej dacie – przestawiono się na cyrylicę. Mimo iż w języku tym rozwinęło się skromne piśmiennictwo, jednego języka literackiego nie udało się opracować; literatura rozwija się w 4 dialektach. Język chantyjski nauczany jest w szkołach podstawowych; ukazuje się w nim także gazeta.

## Alfabet
Do zapisu języka chantyjskiego od 1937 r. stosowana jest cyrylica uzupełniona o dodatkowe znaki.
Alfabet używany do zapisu języka chantyjskiego, wersja po reformie w roku 1990:
| А а | Ӓ ӓ | Ӑ ӑ | Б б | В в | Г г | Д д | Е е | Ё ё | Ә ә | Ӛ ӛ | Ж ж | З з |
| И и | Й й | К к | Ӄ ӄ | Л л | Ԓ ԓ | М м | Н н | Ӈ ӈ | О о | Ŏ ŏ | Ӧ ӧ | Ө ө |
| Ӫ ӫ | П п | Р р | С с | Т т | У у | Ӱ ӱ | Ў ў | Ф ф | Х х | Ӽ ӽ | Ц ц | Ч ч |
| Ҷ ҷ | Ш ш | Щ щ | Ъ ъ | Ы ы | Ь ь | Э э | Є є | Є̈ є̈ | Ю ю | Ю̆ ю̆ | Я я | Я̆ я̆ |